# Suy thoái COVID-19
Suy thoái COVID-19 là một cuộc suy thoái kinh tế toàn cầu diễn ra do hậu quả trực tiếp của đại dịch COVID-19. Cho đến nay, suy thoái kinh tế này là cuộc khủng hoảng kinh tế toàn cầu tồi tệ nhất xảy ra sau cuộc Đại suy thoái thập niên 1930. Cuộc suy thoái này kéo dài hai tháng ở Hoa Kỳ, kết thúc vào tháng 4 năm 2020.
Sau suy thoái kinh tế toàn cầu trong năm 2019 khiến thị trường chứng khoán và hoạt động tiêu dùng đình trệ, việc phong tỏa do COVID-19 và các biện pháp phòng ngừa khác được thực hiện trong đại dịch COVID-19 đã đẩy nền kinh tế toàn cầu vào khủng hoảng. Trong vòng bảy tháng, mọi nền kinh tế tiên tiến đều rơi vào suy thoái, trong khi tất cả các nền kinh tế mới nổi đều suy thoái. Mô hình của Ngân hàng Thế giới cho thấy rằng ở một số khu vực, sự phục hồi hoàn toàn sẽ không đạt được cho đến năm 2025 hoặc xa hơn.
Suy thoái kinh tế này đã chứng kiến tỷ lệ thất nghiệp tăng cao nhanh chóng một cách bất thường ở nhiều quốc gia. Đến tháng 10 năm 2020, hơn 10 triệu trường hợp thất nghiệp đã được ghi danh ở Hoa Kỳ, làm tràn ngập các hệ thống và quy trình bảo hiểm thất nghiệp do nhà nước tài trợ. Liên hợp quốc (LHQ) dự đoán vào tháng 4 năm 2020 rằng tỷ lệ thất nghiệp toàn cầu sẽ xóa sổ 6,7% số giờ làm việc trên toàn cầu trong quý 2 năm 2020 — tương đương với 195 triệu lao động toàn thời gian. Ở một số quốc gia, tỷ lệ thất nghiệp dự kiến ở mức khoảng 10%, với các quốc gia bị ảnh hưởng nghiêm trọng hơn từ đại dịch COVID-19 có tỷ lệ thất nghiệp cao hơn nữa. Các nước đang phát triển cũng bị ảnh hưởng bởi lượng kiều hối sụt giảm, làm trầm trọng thêm nạn đói liên quan đến đại dịch COVID-19.
Cuộc khủng hoảng bắt đầu trùng hợp với sự sụp đổ của thị trường chứng khoán năm 2020, chứng kiến các chỉ số chính giảm từ 20 đến 30% vào cuối tháng 2 và tháng 3 năm đó. Quá trình phục hồi của thị trường bắt đầu vào đầu tháng 4 năm 2020,  và nhiều chỉ số thị trường đã phục hồi hoặc thậm chí thiết lập kỷ lục mới vào cuối năm 2020.
Suy thoái kinh tế và cuộc chiến giá dầu giữa Nga - Ả Rập Xê Út năm 2020 đã dẫn đến sự sụt giảm giá dầu; sự sụp đổ của ngành du lịch, ngành khách sạn và ngành công nghiệp năng lượng; và sự suy thoái trong hoạt động tiêu dùng khi so sánh với thập kỷ trước.

## Bối cảnh

### Bong bóng nợ của các công ty
Kể từ cuộc khủng hoảng tài chính 2007-2008, nợ doanh nghiệp đã gia tăng lớn, tăng từ 84% tổng sản phẩm thế giới năm 2009 lên 92% vào năm 2019, tương đương khoảng 72 nghìn tỷ đô la Mỹ. Tại tám nền kinh tế lớn nhất thế giới - Trung Quốc, Hoa Kỳ, Nhật Bản, Vương quốc Anh, Pháp, Tây Ban Nha, Ý và Đức - tổng nợ công ty vào khoảng 51 đô la nghìn tỷ vào năm 2019, so với 34 đô la nghìn tỷ vào năm 2009. Nếu tình hình kinh tế xấu đi, các công ty có mức nợ cao có nguy cơ không thể trả lãi cho người cho vay hoặc tái cấp vốn, buộc họ phải tái cơ cấu. Viện Tài chính Quốc tế dự báo vào năm 2019 rằng, trong một cuộc suy thoái kinh tế nghiêm trọng bằng một nửa cuộc khủng hoảng năm 2008, $ 19 khoản nợ nghìn tỷ sẽ do các công ty phi tài chính nợ nếu không có thu nhập để trả lãi cho khoản nợ mà họ đã phát hành. Viện McKinsey Global đã cảnh báo vào năm 2018 rằng rủi ro lớn nhất sẽ là đối với các thị trường mới nổi như Trung Quốc, Ấn Độ và Brazil, nơi 25–30% trái phiếu đã được phát hành bởi các công ty có rủi ro cao.

### Suy thoái kinh tế toàn cầu năm 2019
Trong năm 2019, IMF đã báo cáo rằng nền kinh tế thế giới đang trải qua một "sự suy giảm đồng bộ", bước vào tốc độ chậm nhất kể từ Cuộc khủng hoảng tài chính toàn cầu. Các 'vết nứt' đã xuất hiện trên thị trường tiêu dùng khi các thị trường toàn cầu bắt đầu chịu ảnh hưởng của hoạt động sản xuất 'xuống cấp nghiêm trọng'. Tăng trưởng toàn cầu được cho là đã đạt đỉnh vào năm 2017, khi tổng sản lượng công nghiệp của thế giới bắt đầu giảm liên tục vào đầu năm 2018. IMF đổ lỗi cho 'căng thẳng thương mại và địa chính trị gia tăng' là nguyên nhân chính dẫn đến sự chậm lại, cho rằng Brexit và chiến tranh thương mại Trung Quốc - Hoa Kỳ là những lý do chính dẫn đến sự chậm lại trong năm 2019, trong khi các nhà kinh tế khác đổ lỗi cho các vấn đề thanh khoản.
Vào tháng 4 năm 2019, đường cong lợi suất của Hoa Kỳ đảo ngược, làm dấy lên lo ngại về một cuộc suy thoái năm 2020 trên toàn thế giới. Đường cong lợi suất đảo ngược và những lo ngại về chiến tranh thương mại giữa Trung Quốc và Hoa Kỳ đã dẫn đến việc bán tháo trên thị trường chứng khoán toàn cầu trong tháng 3 năm 2019, khiến nhiều người lo ngại rằng một cuộc suy thoái sắp xảy ra. Mức nợ gia tăng ở Liên minh châu Âu và Hoa Kỳ luôn là mối quan tâm của các nhà kinh tế. Tuy nhiên, vào năm 2019, mối lo ngại đó tăng cao trong thời kỳ suy thoái kinh tế và các nhà kinh tế bắt đầu cảnh báo về một 'quả bom nợ' xảy ra trong cuộc khủng hoảng kinh tế tiếp theo. Nợ năm 2019 cao hơn 50% so với thời kỳ cao điểm của Cuộc khủng hoảng tài chính lớn. Các nhà kinh tế  đã lập luận rằng khoản nợ gia tăng này là nguyên nhân dẫn đến tình trạng vỡ nợ ở các nền kinh tế và doanh nghiệp trên toàn thế giới trong thời kỳ suy thoái. Các dấu hiệu rắc rối đầu tiên dẫn đến sự sụp đổ xảy ra vào tháng 9 năm 2019, khi Cục Dự trữ Liên bang Hoa Kỳ bắt đầu can thiệp vào vai trò nhà đầu tư để cung cấp tiền trên thị trường repo; tỷ lệ repo qua đêm tăng vọt trên 6% chưa từng có trong thời gian đó, điều này sẽ đóng một yếu tố quan trọng trong việc kích hoạt các sự kiện dẫn đến đổ vỡ.

### Chiến tranh thương mại Trung Quốc - Hoa Kỳ
Chiến tranh thương mại Trung Quốc - Hoa Kỳ xảy ra từ năm 2018 đến đầu năm 2020 và gây ra thiệt hại đáng kể cho các nền kinh tế toàn cầu. Năm 2018, Tổng thống Mỹ Donald Trump bắt đầu đặt ra các mức thuế quan và các rào cản thương mại khác đối với Trung Quốc với mục tiêu buộc nước này phải thực hiện các thay đổi đối với những gì mà Mỹ mô tả là "các hành vi thương mại không công bằng". Trong số các hoạt động thương mại đó và ảnh hưởng của chúng là thâm hụt thương mại và hành vi trộm cắp tài sản trí tuệ ngày càng tăng, buộc các công ty Mỹ phải chuyển giao công nghệ của Mỹ cho Trung Quốc.
Tại Hoa Kỳ, chiến tranh thương mại gây ra cuộc chiến của các nông dân và nhà sản xuất và đẩy giá cả cao hơn cho người tiêu dùng, dẫn đến việc ngành sản xuất Hoa Kỳ bước vào một "cuộc suy thoái nhẹ" trong năm 2019. Ở các quốc gia khác, nó cũng đã gây ra thiệt hại về kinh tế, bao gồm các cuộc biểu tình bạo lực ở Chile và Ecuador do giá năng lượng và giao thông tăng cao, mặc dù một số quốc gia đã được hưởng lợi từ việc tăng cường sản xuất để lấp đầy khoảng trống. Nó cũng đã dẫn đến sự bất ổn của thị trường chứng khoán. Chính phủ của một số quốc gia, bao gồm cả Trung Quốc và Hoa Kỳ, đã thực hiện các bước để giải quyết một số thiệt hại do mối quan hệ Trung Quốc - Hoa Kỳ xấu đi và thuế quan hai nước ăn miếng trả miếng. Trong thời kỳ suy thoái, sự suy giảm của chủ nghĩa tiêu dùng và sản xuất do chiến tranh thương mại được cho là đã làm trầm trọng thêm cuộc khủng hoảng kinh tế này.

### Brexit
Ở châu Âu, các nền kinh tế bị cản trở do sự không chắc chắn xung quanh việc Vương quốc Anh rút khỏi Liên minh châu Âu, hay còn được gọi là Brexit. Tăng trưởng của Anh và EU bị đình trệ trong suốt năm 2019 dẫn đến Brexit, chủ yếu do sự không chắc chắn ở Anh gây ra bởi các nhân vật chính trị và các phong trào nhằm phản đối, đảo ngược hoặc cản trở cuộc Trưng cầu dân ý Brexit năm 2016, dẫn đến sự chậm trễ và kéo dài.  Vương quốc Anh đã trải qua 'cuộc gần như suy thoái' vào năm 2019, khiến nền kinh tế Anh suy yếu khi bước vào năm 2020. Nhiều doanh nghiệp đã rời Vương quốc Anh để chuyển đến EU, điều này dẫn đến tổn thất thương mại và suy thoái kinh tế cho cả các thành viên EU và Vương quốc Anh.